# علم دراسة التربة

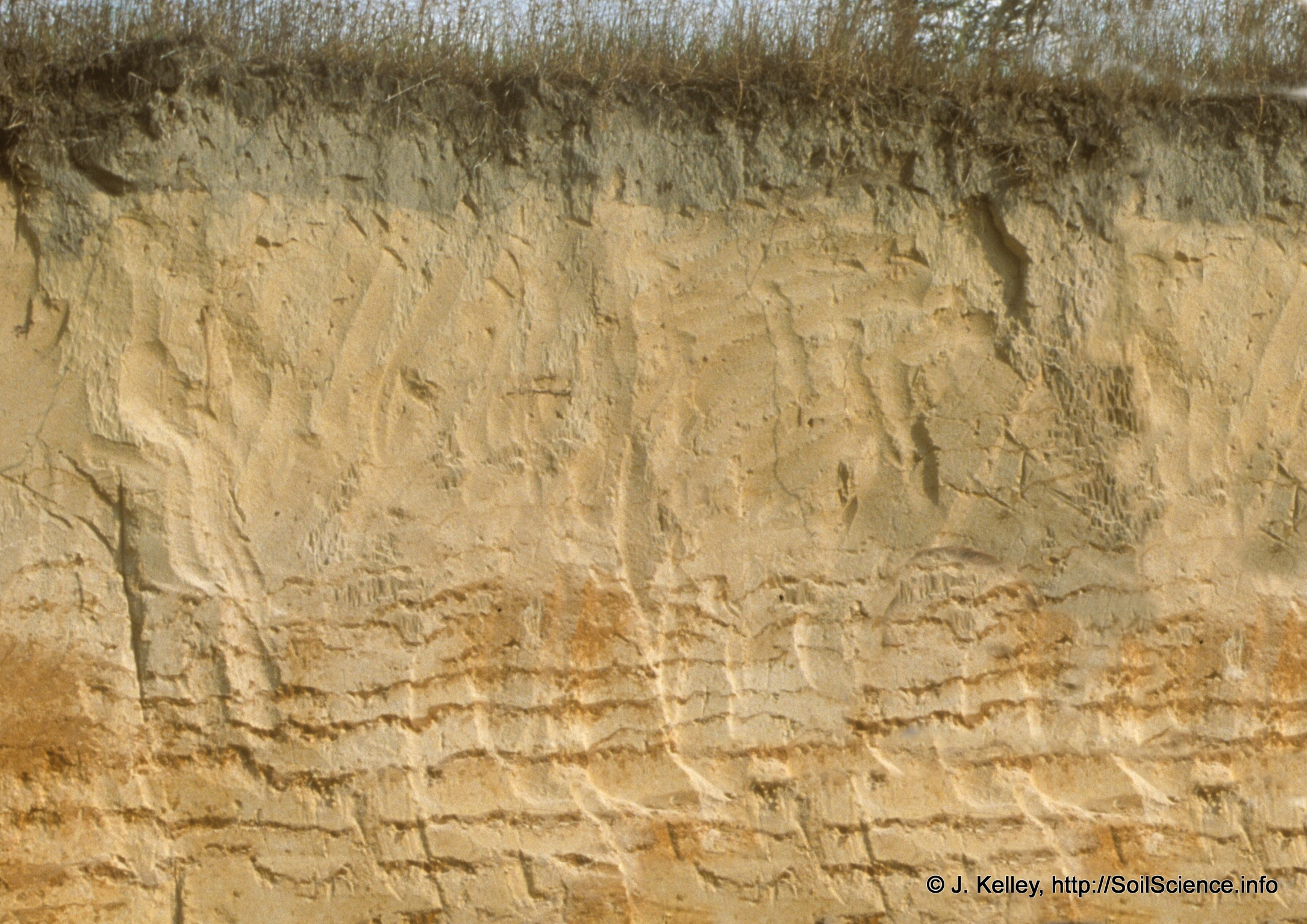

علم التربة أو الحِصْلِمَة أو البيدولوجيا (بالإنجليزية: Pedology) وتعني بالعربية علوم التربة، هو علم من ضمن مجموعة علوم التربة، وبذلك هو المسار العلمي المعني بجميع جوانب التربة، بما في ذلك خصائصها الطبيعية أو الفيزيائية والكيميائية، ودور الكائنات الحية في إنتاج وخصائص التربة، ووصف ورسم الخرائط وحدات التربة، ومنشأ وتكوين التربة.

## فروعه
وفقا لذلك، فإن علم خصائص التربة يحتضن مسارات علمية فرعية عدة مثل كيمياء التربة، وكذلك فيزياء أو طبيعة التربة، وميكروبيولوجيا أو مجهريات التربة.

## الأساليب والمعدات المستخدمة
كل من هذه المسارات تستخدم مجموعة متطورة من الأساليب ومعدات المختبرات لا تختلف عن تلك المستخدمة في الدراسات من الطبيعة أو الفيزياء والكيمياء وعلم الأحياء المجهرية أو الميكروبيولوجيا. ولكن أخذ العينات ووصف ورسم خرائط للتربة هو أبسط بكثير.
ويتم استخدام مثقاب التربة soil auger للحصول على عينات التربة الأساسية في الأماكن التي يتعذر فيها الوصول إلى الطبقات الجوفية، ويتم تعريف وحدة التربة ورسمها وتحديدها بطريقة مماثلة للإجراءات في دراسة طبقات الأرض.